# Euphorbia ballyi
Euphorbia ballyi es una especie fanerógama perteneciente a la familia Euphorbiaceae. Es endémica de Sudáfrica.

## Descripción
Es un arbusto compacto que alcanza un tamaño de 1,2 a 1,5 m de altura, 1,8 m de diámetro, con ramificación desde la base, escasamente por encima de re-ramificado, con ramas 4-6-en ángulo, profundamente segmentoada y alada. Regularmente constreñido en 3-4 cm de largo, 4-7 cm de ancho.

## Ecología
Se encuentra expuesta en  laderas rocosas de piedra caliza y grava llana con matorral xerófilo disperso; a una altitud de 1140-2000 metros.
Todavía es rara en el cultivo. Es carcana de Euphorbia grandicornis.

## Taxonomía
Euphorbia ballyi fue descrita por Susan Carter Holmes y publicado en Flowering Plants of Africa 36: 1408. 1963.
Etimología
Euphorbia: nombre genérico que deriva del médico griego del rey Juba II de Mauritania (52 a 50 a. C. - 23), Euphorbus, en su honor – o en alusión a su gran vientre –  ya que usaba médicamente Euphorbia resinifera. En 1753 Carlos Linneo asignó el nombre a todo el género.
ballyi: epíteto otorgado en honor del botánico suizo Peter René Oscar Bally (1895-1980), director del Herbario del Museo Nacional Coryndon en Nairobi.